# Soare negru (simbol)

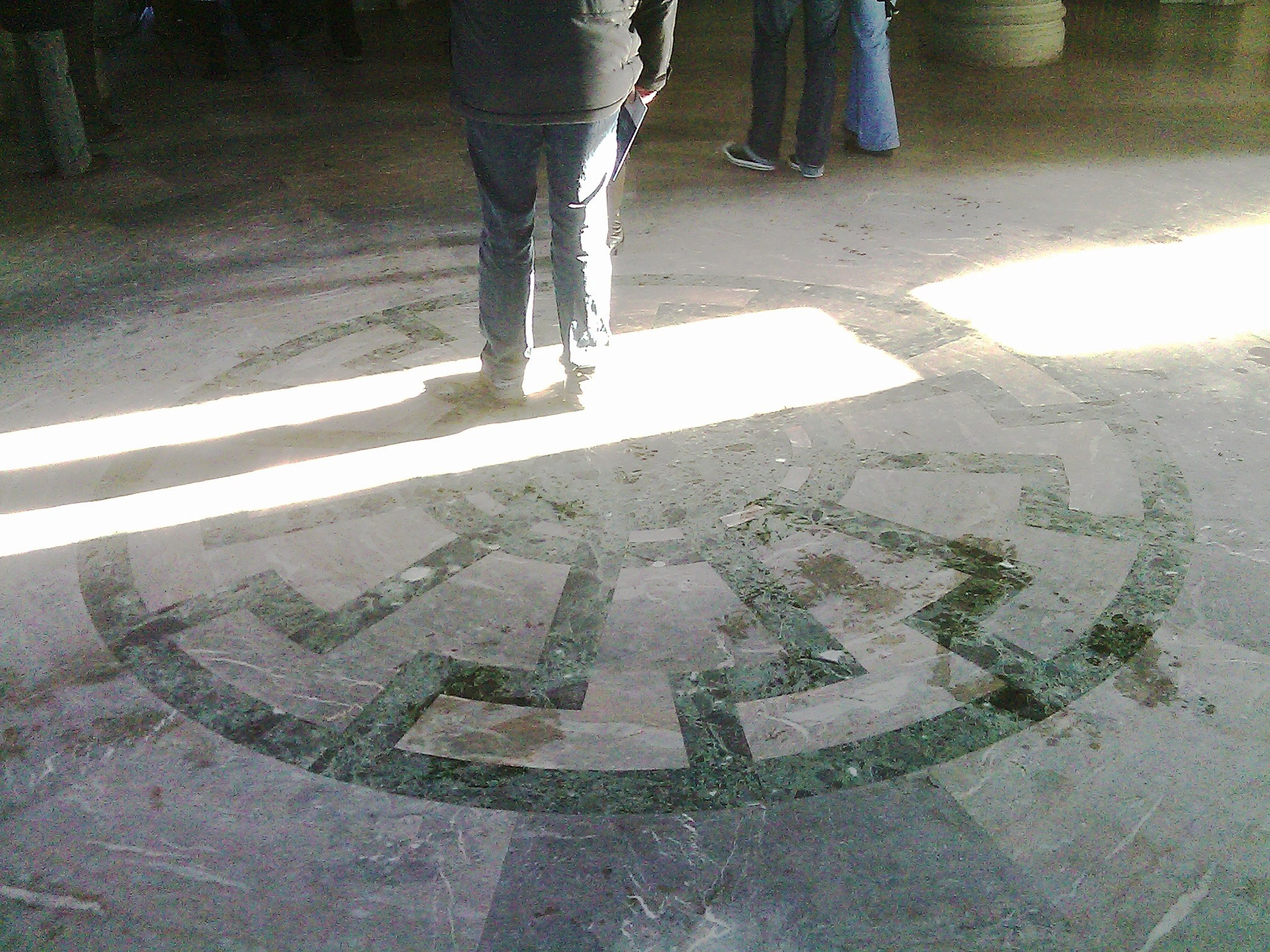
Simbolul „Soarele negru” în turnul nordic al castelului Wewelsburg

Simbolul „Soare negru” (în germană Schwarze Sonne) este un tip de roată solară (în germană Sonnenrad) utilizată de către neonaziști în Germania postbelică, diverse grupuri de extremă dreapta și unele subculturi interesate de ocultism (i.e. Satanism).
Simbolul apare pentru prima dată în perioada Germaniei naziste, fiind utilizat ca element de design în castelul Wewelsburg care urma să devină sediul central al Schutzstaffel. Acesta este constituit din douăsprezece rune Sowilō, identice cu cele utilizate ca emblemă a SS. Nu se știe dacă acest simbol avea o denumire sau o anumită semnificație pentru membrii organizației. Asocierea cu versiunea ocultă a „soarelui negru” s-a dezvoltat sub influența romanului german Die Schwarze Sonne von Tashi Lhunpo (1991) redactat de către Russell McCloud.

## Mozaicul din Wewelsburg
În 1933, Heinrich Himmler a cumpărat Wewelsburgul, un castel din apropierea orașului Panderborn, Germania. Acesta avea de gând să-l transforme în sediul central al Schutzstaffel, iar între 1936 și 1942 a intrat într-un proces de extindere și reconstrucție.
Ca urmare a remodelării, douăsprezece rune Sowilō de culoare verde-închis, identice celor utilizate ca emblemă a SS, au apărut pe podeaua din marmură albă a turnului nordic, așa-numitul Obergruppenführersaal sau „Sala generalului”. Este posibil ca artistul care l-a creat să fi fost inspirat de bijuteriile Zierscheibe. Conform istoricului Nicholas Goodrick-Clarke:
„S-a sugerat că această roată solară cu douăsprezece spițe este modelată după ornamentele merovingienilor din perioada medievală timpurie și ar reprezenta soarele sau trecerea sa pe parcursul lunilor unui an. Despre aceste ornamente s-a discutat în publicațiile academice din perioada celui de-al Treilea Reich și ar fi putut fi utilizate ca model de către designerii Wewelsburgului.”—Goodrick-Clarke (2002), pg.148-150
Romanul ocult din 1991, Die Schwarze Sonne von Tashi Lhunpo, redactat sub pseudonimul Russell McCloud, asociază pentru prima dată mozaicul din Wewelsburg cu noțiunea neonazistă de „Soare negru”, inventat de către fostul ofițer SS Wilhelm Landig cu scopul de a înlocui svastica nazistă și ca simbol pentru sursa de energie mistică care ar fi trebuit să reînnoiască rasa ariană.

## Biserica lui Satan

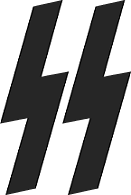
Rune Sowilō în emblema organizației SS

Soarele negru apare alături de wolfsangel și totenkopf printre simbolurile utilizate de adepții Bisericii lui Satan și alte către alți sataniști. Conform scriitorului Chris Mathews:
În apărarea lor, sataniștii atrag atenția asupra originii lor istorice care precedă uzul lor în ideologia nazistă, unele cu secole întregi. [Mai precis], aceștia adoptă iconografia SS-ului, organizația elitei naziste. Utilizând aceste simboluri, legăturile cu perioada lor pre-nazistă este pusă sub semnul întrebării. Din numeroasele forme ale simbolului Wolfsangle, sataniștii adoptă tocmai forma utilizată de SS și de alte organizații fasciste. De asemenea, Totenkopf-ul folosit de către armata prusacă în secolul XIX a fost considerat mai pueril decât varianta SS-ului, varianta adoptată de membrii Bisericii lui Satan. Soarele negru este și mai puțin ambiguu. Deși fundamentat pe simboluri medievale germane, mozaicul Wewelsburg este un design unic comandat special pentru Himmler, iar asocierea sa cu ocultismul nazist este motivul pentru care grupurile neonaziste sataniste și ezoterice îl adoptă.

## Mișcări neonaziste și alt-right
Simbolul este frecvent observat în publicațiile și pe website-urile asociate grupărilor neonaziste interesate de ocultism. În acest context poartă și numele de roata solară sau Sonnenrad.
Este utilizat de grupările neonaziste, neovölkisch, alt-right și naționaliste, precum Vanguard America pe parcursul manifestației Unite the Right în Charlottesville, Virginia,, grupul australian Antipodean Resistance și Batalionul Azov, o mișcare ucraineană asociată cu ideologia neofascistă și neonazistă. Acesta apare pe coperta manifestului redactat de atacatorul de la Christchurch și pe armele acestuia.

## Galerie

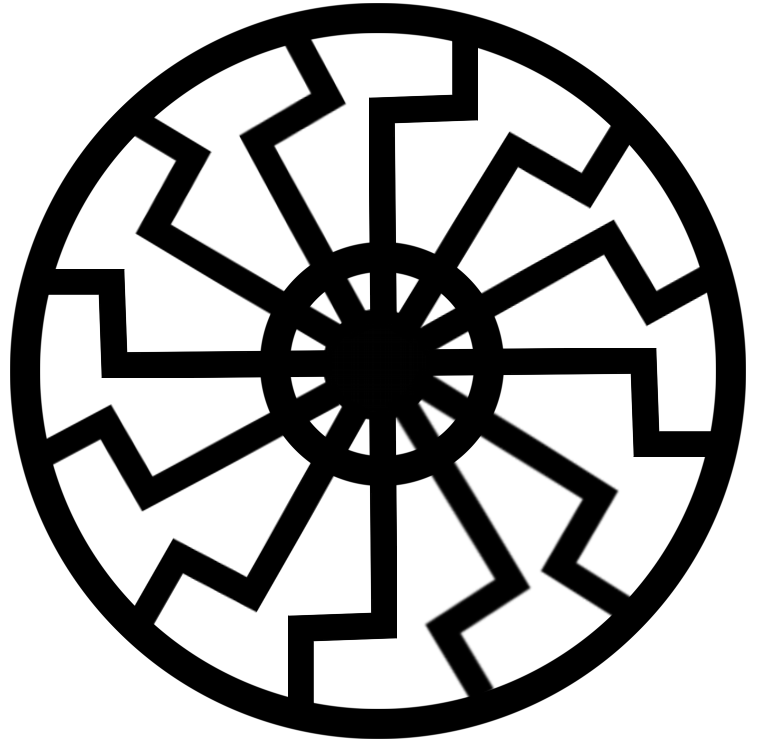
Simbolul „Soare negru”
Logo-ul Batalionului Azov. Se observă simbolul pe fundal.
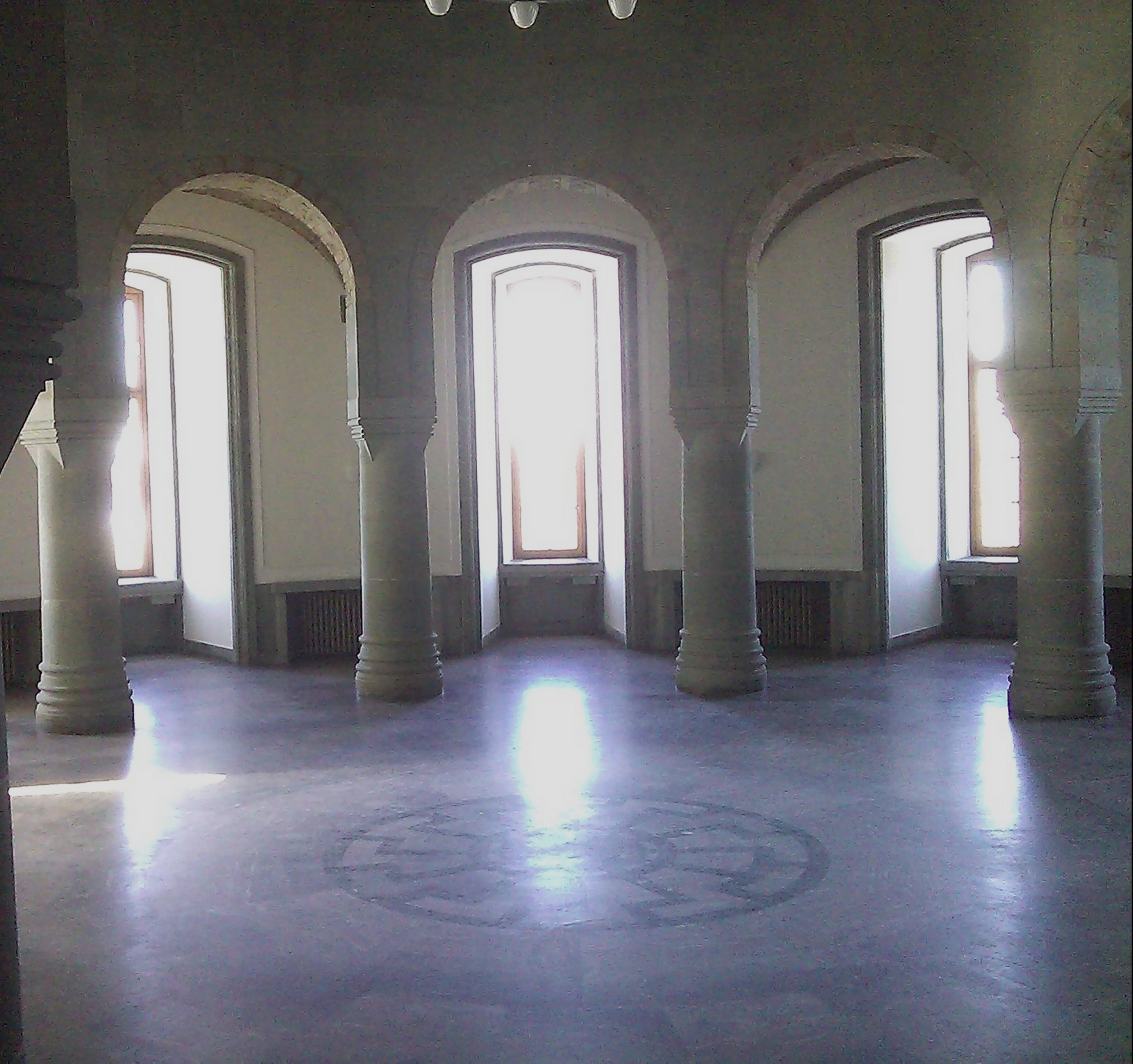
Interiorul turnului nordic al castelului Wewelsburg.